# 토다 마코토
토다 마코토(일본어: 戸田 真琴 도다 마코토[*], 1996년 10월 9일 ~ )는 일본의 AV 배우이다.